# Limnaecia orbigera
Limnaecia orbigera là một loài bướm đêm thuộc họ Cosmopterigidae. Nó được tìm thấy ở Úc.